# Konstantin Vsevolodovič

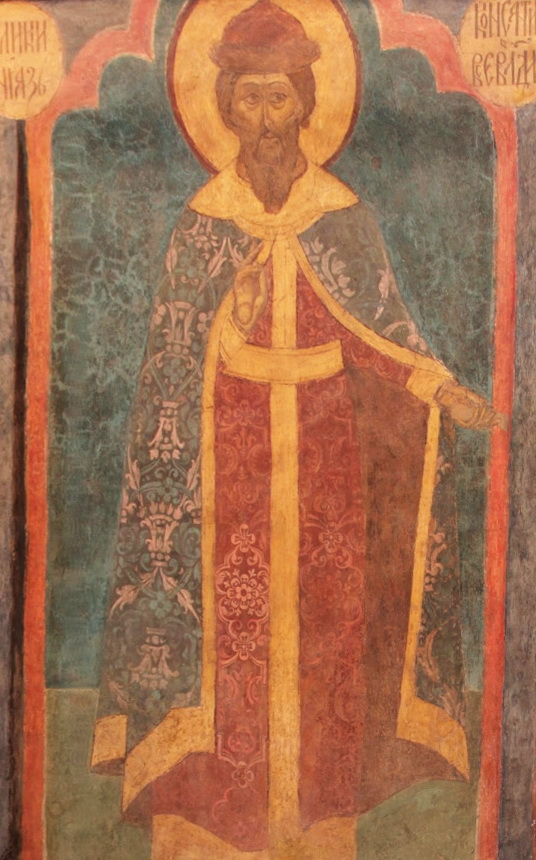
Konstantin Vsevolodovič

Konstantin Vsevolodovič (18. května 1186, Rostov – 2. února 1218, Vladimir) byl nejstarším synem Vsevoloda III. a Marie Švarnovny .
V letech 1206 a 1207 byl novgorodským knížetem. V roce 1207 ho jeho otec poslal vládnout městům Rostov a Jaroslavl. V důsledku jednoho domácího hašteření Vsevolod vydědil Konstantina na smrtelné posteli a odkázal své hlavní město Vladimir mladšímu synovi Juriji II. V bitvě u Lipice (1216) Konstantin a jeho spojenec Mstislavem z Novgorodu tvrdě porazili Jurije a obsadili Vladimír.
Po Konstantinově smrti v roce 1218 se Jurij vrátil na trůn. Konstantinovi potomci si mezitím udrželi města Rostov a Jaroslavl, kde vládli až do konce 15. století. Z tohoto knížete tedy vychází řada ruských knížecích rodin. Konstantin je také připomínán pro stavbu nové katedrály Nanebevzetí Panny Marie v Rostově a tří zděných katedrál v Jaroslavli.